# Grænge
Grænge is een plaats in de Deense regio Seeland, gemeente Guldborgsund, en telt 408 inwoners (2007).